# Шведський дивізіон 1 з хокею 1946—1947
Дивізіон 1: 1946—1947 — 3-й сезон у «Дивізіон 1», що був на той час найвищою за рівнем клубною лігою у шведському хокеї з шайбою.
У чемпіонаті взяли участь 12 клубів, розділених на дві групи. Турнір проходив у два кола.
Переможцем змагань став клуб «Гаммарбю» (Стокгольм).

## Регулярний сезон

### Північна група
|   | Команда                            | І  | В | Н | П | Ш     | О  |
| - | ---------------------------------- | -- | - | - | - | ----- | -- |
| 1 | Седертельє СК                      | 10 | 8 | 0 | 2 | 68–20 | 16 |
| 2 | АІК Стокгольм                      | 10 | 7 | 0 | 3 | 73–33 | 14 |
| 3 | УоІФ «Маттеуспойкарна» (Стокгольм) | 10 | 7 | 0 | 3 | 49–30 | 14 |
| 4 | Мура ІК                            | 10 | 6 | 0 | 4 | 47–52 | 12 |
| 5 | «Карлбергс» БК (Стокгольм)         | 10 | 1 | 0 | 9 | 19–55 | 2  |
| 6 | Окерс ІФ                           | 10 | 1 | 0 | 9 | 22–88 | 2  |

### Південна група
|   | Команда                   | І  | В | Н | П | Ш     | О  |
| - | ------------------------- | -- | - | - | - | ----- | -- |
| 1 | «Гаммарбю» ІФ (Стокгольм) | 10 | 7 | 3 | 0 | 61–16 | 17 |
| 2 | Вестерос ІК               | 10 | 7 | 1 | 2 | 49–40 | 15 |
| 3 | Нака СК                   | 10 | 6 | 0 | 4 | 47–34 | 12 |
| 4 | ІК «Йота» (Стокгольм)     | 10 | 5 | 1 | 4 | 44–38 | 11 |
| 5 | Форсгага ІФ               | 10 | 1 | 1 | 8 | 36–66 | 3  |
| 6 | ІФК Марієфред             | 10 | 1 | 0 | 9 | 23–66 | 2  |

## Фінал
- «Гаммарбю» ІФ (Стокгольм) – Седертельє СК 7–4, 4–2